# Vignolles
Vignolles é uma comuna francesa na região administrativa da Nova Aquitânia, no departamento de Charente. Estende-se por uma área de 8,80 km². Em 2010 a comuna tinha 175 habitantes (densidade: 19,9 hab./km²).